# Hydroxyde d'aluminium/hydroxyde de magnésium

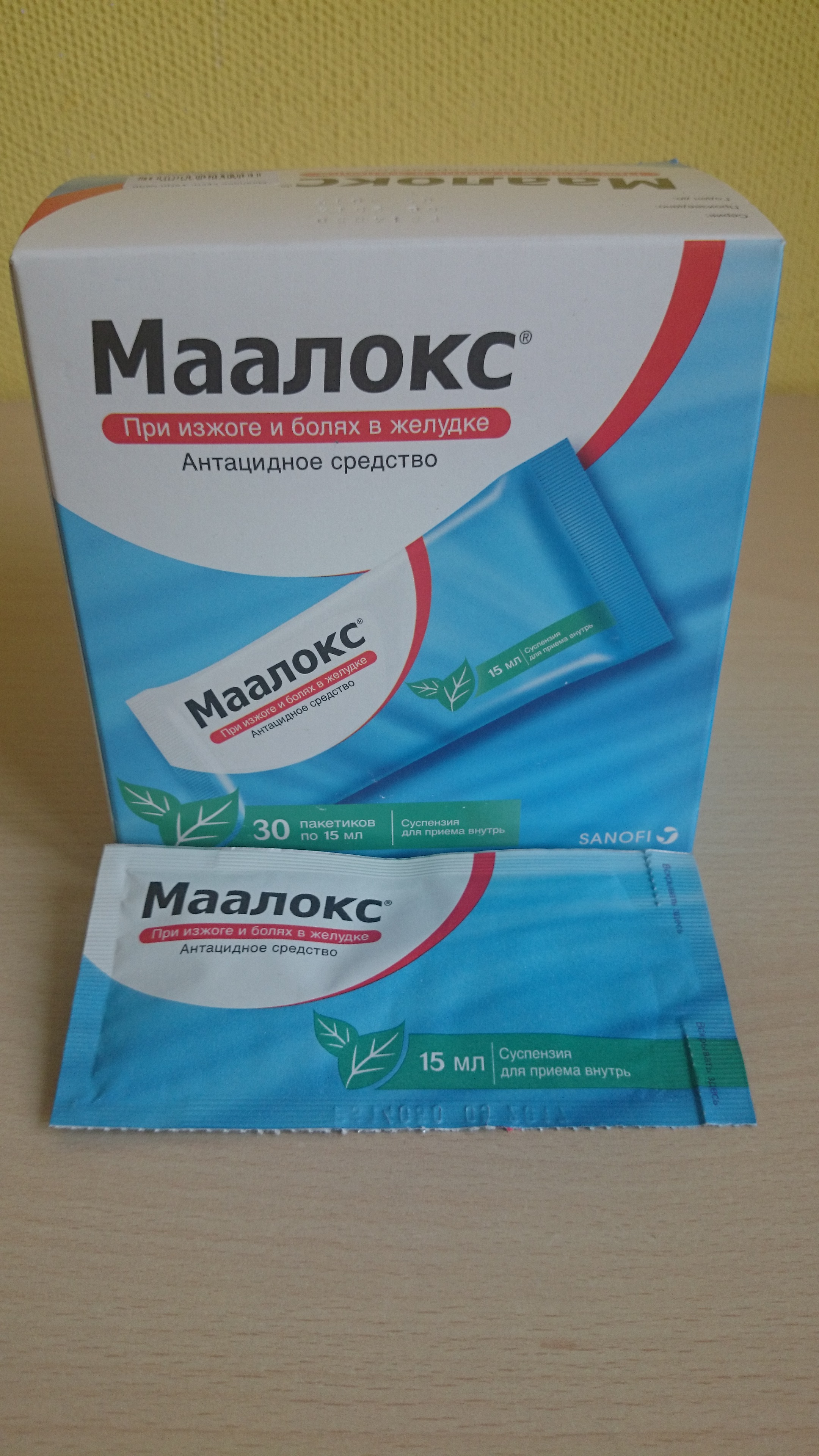
Maalox

L'hydroxyde d'aluminium/hydroxyde de magnésium est un médicament antiacide contenant de l'hydroxyde d'aluminium et de l'hydroxyde de magnésium permettant de réduire ou de neutraliser l'acidité de l'estomac. Il est vendu sous le nom de marque Maalox par Novartis international. Il est aussi commercialisé sous forme de générique avec l'appellation Xolaam (Maalox à l'envers).
Ce médicament fut utilisé commercialement pour la première fois en 1949.

## Indication
L'association hydroxyde d'aluminium/hydroxyde de magnésium est indiquée dans le traitement des brûlures d'estomac et des remontées acides. Ces symptômes sont ceux du reflux gastro-œsophagien.

## Autres utilisations
Ce produit est également utilisé dans la recherche scientifique pour simuler la vase/boue/sol dans l'eau conjointement avec d'autres particules dissoutes.